# Otto Müller
Otto Müller (* 30 de Julho de 1934 em Heilbronn; † 26 de Agosto de 2020 em Grã Canária) foi um alemão pioneiro na área de computação e um empresário. Ele fundou, juntamente com sua primeira esposa, Ilse Müller, a empresa Computertechnik Müller (1972) e a Hyperstone (1990).

## Juventude e atividade como funcionário
Otto Müller visitou uma escola, da 5ª até a 12ª séries em Heilbronn, fazendo um aprendizado em técnico em rádio-transmissão em Backnang. Depois, estudou engenharia elétrica na Faculdade Técnica de Constança, na cidade de Constança, Alemanha.
Quando conheceu sua futura esposa em 1958, ele trabalhava como engenheiro de desenvolvimento na Telefunken em Backnang. O computador mainframe TR 4 foi desenvolvido posteriormente nesta empresa. Em 1961, ele ofereceu ao seu empregador o projeto de sua primeira calculadora. Um ano depois, tornou-se o computador quase pronto "TR 10". Ele e sua esposa ofereceram o "TR 10" à Telefunken, mas não se interessaram porque o computador foi considerado muito pequeno. Apenas alguns protótipos foram construídos.
Em 1963, o casal se mudou de Backnang para Constança juntamente com o departamento de “Dispositivos de Computação Eletrônica”, onde trabalhavam na Telefunken. No mesmo ano, ele aceitou um emprego no Centro de Pesquisas da IBM nos EUA. Sua esposa o seguiu para os EUA. Em 1964, a empresa Nixdorf Computer de Paderborn recrutou a família Müller de volta para a Alemanha.

### Nixdorf 820
Na empresa Nixdorf, Otto Müller desenvolveu seu primeiro computador de sucesso comercial, o Wanderer Logatronic, a partir do qual o Sistema Nixdorf 820 posteriormente derivou.

## CTM
Em 1969 Otto Müller saiu da Nixdorf e a família Müller abriu seus próprios negócios com o estabelecimento do "Escritório de Engenharia para Tecnologia de Computadores Otto Müller" ". em Constança. No final de 1969 e início de 1970, o escritório de engenharia com todos os funcionários mudou-se para Palo Alto, nos EUA, para desenvolver um computador para Dura/Itel. Esse compromisso durou apenas alguns meses, mas levou a jovem empresa muito mais longe no caminho para seu próprio computador. De volta à Alemanha no final de 1970, após algumas semanas, a empresa Triumph-Adler conseguiu receber um pedido correspondente.

### TA 1000
Em janeiro de 1972, o escritório de engenharia concluiu o trabalho para este pedido com a entrega do protótipo do computador TA 1000, um sistema de 8 bits. Este computador era, entre outras coisas
•	usado pela Ferrovia Federal Alemã (Deutsche Bundesbahn Bundesbahn) como interface de frente para o sistema de reservas de bilhetes da própria empresa
•	A empresa de contabilidade Taylorix e a contadores autônomos gravaram os registros contábeis de seus clientes em fitas magnéticas e os transmitiram via modem para a DATEV (Organização de processamento de dados dos agentes fiscais para membros da profissão de consultor fiscal na República Federal da Alemanha)
•	Em muitas prefeituras, os dados colhidos eram transmitidos per modem à instituição para processamento de dados municipais na Baviera
•	Gerenciamento de contabilidade, estoque, cálculo de cotações, impostos sobre a folha de pagamento e dados pessoais eram também utlilizados por outras muitas firmas.

### CTM 70
Na Feira de Hanover de 1972, a empresa recentemente fundada Computer Technik Müller (CTM) apresentou o protótipo de seu próprio computador de 16 bits, o CTM70. O designer Hartmut Esslinger também trabalhou neste computador, e no mesmo ano recebeu um prêmio do iF, International Forum Design. . Nos anos seguintes, a CTM expandiu sua linha de produtos como por exemplo a estação de trabalho de tela BAP70 ou o Small Business System SBS até para o sistema cliente-servidor CTM 9032 com estações de trabalho BAP90.
Em 1974/75 a Diehl assuiue a maioria do capital da empresa CTM.

## Hyperstone
Em 1989, funcionara o protótipo de um processador Hyperstone de 32 bits desenvolvido pelos Müllers, e eles contrataram a Siemens AG, hoje Infineon Technologies, para fabricar o layout fornecido em silício. Em 1990, o Müller fundou a empresa Hyperstone em Constança. No mesmo ano, o microprocessador E1, desenvolvido sob a direção de Otto Müller, entrou no mercado (ver Computerwoche de 2 de novembro de 1990). Este foi o primeiro processador RISC alemão de 32 bits. Em 1996, uma combinação de um RISC e um DSP foi desenvolvido. A primeira aplicação serial do Hyperstone E1 ocorreu em 1991 pela empresa Hypercope GmbH em Aachen em cartões ISDN ativos (slot e PCMCIA). O produto da Hyperstone E1 foi caracterizado por seu baixo consumo de energia (<1A à 5V) e o baixo desenvolvimento de calor resultante. Seu conceito de arquitetura e o conjunto de instruções resultante foram pioneiros para sua época.
Em 2001, a Hyperstone gerou vendas anuais de EUR 4 milhões com 16 funcionários. Em julho de 2003, o casal Müller vendeu Hyperstone ao grupo britânico CML.
Em 2021, a empresa suiça Swissbit AG comprou a Hyperstone do Grupo britânico.

## Homenagens
Em julho de 1994, Otto Müller recebeu um doutorado honorário do Departamento de Ciência da Computação da Universidade de Tubinga. Foi o primeiro doutorado honorário concedido por este departamento.